# Холмахаматова, Шахноза Бахтиёр кизи
Шахноза Бахтиёр кизи Холмахаматова (12 июля 1990 года, Ташкент, Узбекская ССР) — узбекский преподаватель и политический деятель, депутат Законодательной палаты Олий Мажлиса Республики Узбекистан IV созыва. Член Либерально-демократической партии Узбекистана.

## Биография
Шахноза Холмахаматова окончила Ташкентский государственный педагогический университет.
В 2020 году избрана в Законодательную палату Олий Мажлиса Республики Узбекистан IV созыва, а также назначена на должность члена Комитета по вопросам науки, образования, культуры и спорта Законодательной палаты Олий Мажлиса Республики Узбекистан. Избирательный округ: 134 - Яккабагский избирательный округ. 
Знание иностранных языков: русский, английский
В 2024 году награждена орденом «Дустлик».